# Raffaello Martinelli
Raffaello Martinelli (Villa d'Almé, província de Bérgamo, Itália, 21 de junho de 1948) é um clérigo italiano e bispo católico romano de Frascati.
Raffaello Martinelli estudou teologia e filosofia católica no Seminário de Bergamo e no Pontifício Seminário Romano. Em 8 de abril de 1972, Martinelli foi ordenado sacerdote para a diocese de Bérgamo. Martinelli recebeu seu doutorado em teologia em 1978 pela Pontifícia Universidade Lateranense de Roma com uma dissertação pastoral-catequética intitulada "Rinnovamento psicopedagogico della pastorale giovanile: ricerche e orientamenti" ("Renovação psicológica da pastoral juvenil: pesquisas e diretrizes"). Em 1979 recebeu seu doutorado em educação pela Università Cattolica del Sacro Cuore em Milão.
De 1974 a 1979 Raffaello Martinelli foi vigário na Catedral de Bérgamo. Martinelli foi então pároco da paróquia de Santa Maria delle Grazie até 1980. Em 1980 tornou-se colaborador da Congregação para a Doutrina da Fé. Raffaello Martinelli foi coordenador dos trabalhos preparatórios para o Catecismo da Igreja Católica. Depois foi coordenador e editor na Secretaria para a elaboração do Compêndio do Catecismo da Igreja Católica. Além disso, de 1980 a 1986, Martinelli foi pároco da paróquia de Natività, em Roma. Em 27 de janeiro de 1986, o Papa João Paulo II concedeu-lhe o título honorário de Capelão de Sua Santidade (Monsenhor). Em 1987 Raffaello Martinelli tornou-se Reitor do Collegio Ecclesiastico Internazionale "San Carlo" em Roma e Primicerius da Basílica de Sant'Ambrogio e Carlo al Corso. Em 9 de janeiro de 1999, Martinelli foi nomeado secretário da Congregação para a Doutrina da Fé. Em 10 de julho de 1999, João Paulo II conferiu-lhe o título de Prelado Honorário de Sua Santidade.
Em 2 de julho de 2009, o Papa Bento XVI o nomeou ao Bispo de Frascati. Bento XVI deu-lhe a consagração episcopal em 12 de setembro do mesmo ano na Basílica de São Pedro; Os co-consagradores foram o Cardeal Secretário de Estado Tarcisio Bertone SDB e o Prefeito da Congregação para a Doutrina da Fé, William Joseph Levada.
Em 22 de dezembro de 2009 Bento XVI o nomeou como membro da Congregação para as Causas dos Santos.